# De Nieuwe Indische Beweging
De Nieuwe Indische Beweging (NIB) was een progressieve politieke beweging die in Nederlands-Indië actief was van 1934 tot 1942 en droeg een fascistisch karakter, dat het belang van de weerbaarheid van Nederlands-Indië nastreefde tegen buitenlandse bemoeienis. In de loop van de tijd kreeg de beweging een steeds grimmiger karakter. Deze beweging moet  onderscheiden worden van de Indische N.S.B..
De NIB werd op 27 juni 1934 in Batavia opgericht, ging uit van de ondeelbaarheid van het Koninkrijk der Nederlanden onder het Huis van Oranje-Nassau en had tot doel ‘het streven naar-, en het bereiken van een harmonische, goed functioneerende maatschappij, gesteld onder een krachtig gezag’
De beweging richtte zich op de belangen van alle in Nederlands-Indië levende Nederlanders, maar ook op het aan het Nederlands gezag loyale deel van de inheemse bevolking.

De organisatie van de beweging bestond bij de oprichting uit een Centrale Raad met ten minste drie en ten hoogste zeven leden, onder wie een voorzitter en een secretaris, en zou zich in Nederland moeten kunnen vertegenwoordigen. 
De leden bij de oprichting waren: 
- D.C. Brouwman (Pauwenveer, Soerabaja),
- D.H.J. Gantvoort (directeur Mestfabriek Java te Semarang),
- D.C. Griesheimer (N.V. Catz Java Trading Cy.),
- M.C. Haasse[3] (inspecteur van Financiën en voorzitter van de A.V.A.),
- G.E. Rotgans (inspecteur van de Generale Thesaurie te Batavia).